# NetUP UTM
NetUP UTM — семейство биллинговых систем и систем управления предприятием, выпускаемых с 2001 года российской компанией NetUP. В настоящее время актуальными являются два продукта: ACP UTM5 и OSS/BSS UTM6.

## Обзор
UTM5 является крупносерийной («коробочной») сертифицированной автоматизированной системой расчётов с абонентами за услуги электросвязи — тарифицируются передача данных, телефония, кабельное телевидение и смежные услуги (Triple Play). Выпускается более 12 лет — с 2004 года по настоящее время. При разработке применен объектно-ориентированный подход, реализована многопоточная обработка задач, что делает продукт производительным при низких системных требованиях. Выпускаются сборки под Linux, FreeBSD и Windows, поддерживается работа с СУБД MySQL и PostgreSQL. Несмотря на появление UTM6, система UTM5 по сей день остается одним из основных продуктов компании NetUP.
UTM6 представляет собой платформу для разработки бизнес-приложений с гибкой логикой, настраиваемой под каждого конкретного заказчика в отдельности. Помимо задач тарификации услуг Triple Play по аналогии с UTM5, содержит модули Helpdesk и CRM, позволяет строить территориально распределённую инфраструктуру обработки информации.
Несколько тысяч операторов связи и интернет-провайдеров разного уровня используют биллинговые системы на базе различных версий UTM. Существуют операторы, которые до сих пор используют UTM 4, вышедшую в 2002 году.

## Функциональность
- Тарификация сетевых соединений и ШПД: NetFlow, RADIUS и другие
- Тарификация телефонии (в частности VoIP) — на основе выгружаемых файлов (CDR) и в режиме онлайн (RADIUS)
- Поддержка карточной телефонии
- Тарификация услуг IPTV
- Мультивалютность в расчётах за услуги
- Поддержка управления посредством SNMP и RS-232
- Веб-интерфейс для администрирования и клиентов
- HelpDesk — система поддержки пользователей
- Интеграция с платёжными системами ОСМП, Яндекс.Деньги, CyberPlat и другие
- Интеграция с 1С:Предприятие
- Собственная система документооборота (в UTM6)

## История
- UTM 3 — 2002 год — первая коммерческая реализация.
- UTM 4 — конец 2002 года, в апреле 2003 на эту систему был получен сертификат системы соответствия Связь (ССС)[источник не указан 2898 дней].
- UTM 5 — 2004 год, выход новой версии, получен соответствующий сертификат
- UTM 6 — 2006 год — многофункциональная система управления современным телекоммуникационным предприятием класса OSS/BSS.